# Caleb Shepherd
Caleb Shepherd (* 29. Juni 1993 in Huntly) ist ein neuseeländischer Steuermann im Rudern. Er gewann 2014 den Weltmeistertitel im Zweier mit Steuermann und 2019 im Achter der Frauen. 2021 erhielt er die olympische Silbermedaille mit dem Frauenachter.

## Karriere
Bei den Junioren-Weltmeisterschaften 2010 belegte er mit dem Vierer mit Steuermann den sechsten Platz, im Jahr darauf belegte das Boot in anderer Besetzung den zweiten Platz bei den Junioren-Weltmeisterschaften 2011 hinter den australischen Junioren. 2012 gewann Shepherd mit dem Vierer die Bronzemedaille bei den U23-Weltmeisterschaften. 2013 debütierte er im Ruder-Weltcup, als er in Sydney den Achter auf den vierten Platz steuerte. Bei den U23-Weltmeisterschaften 2013 und 2014 gewann der neuseeländische Achter mit Caleb Shepherd die Goldmedaille. Bei den Weltmeisterschaften 2014 in der Erwachsenenklasse fungierte Caleb Shepherd im Zweier als Steuermann für Hamish Bond und Eric Murray, das Boot gewann den Titel in der Weltbestzeit von 6:33,26 min. Bond und Murray gewannen in Amsterdam die Titel im Zweier ohne Steuermann und im Zweier mit Steuermann.
2015 startete Caleb Shepherd wieder im Achter, nach einem vierten Platz im Weltcup in Varese und einem dritten Platz in Luzern erreichte der Achter bei den Weltmeisterschaften 2015 auf dem Lac d’Aiguebelette den vierten Platz und qualifizierte sich damit auch für die Teilnahme an den Olympischen Spielen 2016 in Rio de Janeiro. In der olympischen Regatta belegte der neuseeländische Achter den sechsten Platz.
2017 belegte Shepherd mit dem neuseeländischen Achter den sechsten Platz bei den Weltmeisterschaften, 2018 ruderte der neuseeländische Achter auf den neunten Platz. 2019 wechselte er als Steuermann in den Frauen-Achter. Die Neuseeländerinnen siegten bei der Weltcup-Regatta in Rotterdam und bei den Weltmeisterschaften 2019 in Linz. Bei den Olympischen Spielen in Tokio gewann der neuseeländische Achter die Silbermedaille mit 0,91 Sekunden Rückstand auf die Kanadierinnen.